# Ali Mekdad
Ali Mekdad (né à Baalbeck en 1961) est un homme politique libanais.
Membre du Hezbollah, il entre dans la vie politique libanaise en 2005 et est élu député chiite de Baalbeck-Hermel.
Il est membre du Bloc de la fidélité à la Résistance.